# Damirón
Francisco Alberto Simó Damirón (21 de noviembre de 1908 - 3 de abril de 1992), conocido simplemente como Damirón, fue un pianista dominicano.

## Primeros años
Sus padres fueron Teodoro Simó Knipping y Mercedes Damirón. Sus maestros de música fueron Sixto Brea en teoría de la música y solfeo y Rafael Pimentel en armonía y composición. Damirón, como coloquialmente se le conoció durante su extensa carrera artística de más de cincuenta años, se planteó muy temprano el reto de difundir la música tradicional de su país por todos los rincones del mundo.

## Carrera
En sus inicios se asoció con José Ernesto Chapuseaux (conocido como El negrito Chapuseaux) quien fue su primer cantante; y, con el acompañamiento típico dominicano, formaron un conjunto integrado por güiro,  tambora de dos cueros, bajo, cantante, y, obviamente, el piano. Efectúan así sus primeras presentaciones y obtienen una muy buena aceptación.
En 1937 Damirón contribuyó, junto a Chapuseaux a la fundación de la orquesta Billo's Happy Boys, precursora de la Billo's Caracas Boys, dando apoyo al novel maestro Billo Frómeta, también dominicano, pero ya arraigado en Venezuela.
Cumplida una encomiable labor junto a Billo Frómeta, migran a Panamá. Allí conocen a una promisora cantante panameña, Silvia De Grasse, y constituyen el grupo "Los alegres tres", con la adición de la tamborera panameña a su ya tradicional repertorio dominicano, efectuando además presentaciones en un programa de televisión. Años más tarde De Grasse y Chapuseaux se casarían. El matrimonio emigraría a Puerto Rico eventualmente, y Damirón y su familia hicieron lo propio.

### Consolidación
Después de una intensa labor Damirón se desenvuelve como solista e interpreta variados temas no solo del repertorio tradicional dominicano sino también de otros ritmos de la Cuenca del Caribe, fuere con acompañamiento típico o con orquesta. Surgiendo entonces los temas "Piano merengue", "El ají caribe", "La escalerita", "Que siga la fiesta", "A ti nama","Si me va a querer", "Bien apretaíto", "Tucurucutú", “Papá Montero”, “Acelera tu motor”, “Mecanógrafa”,“Piano güira y tambora”, “Merengue melódico”, “Merengue universal”,y muchos temas más.
Buen conocedor de la partitura musical, Damirón realizó también adaptaciones de otros géneros al ritmo del merengue dominicano, tales como: "Last tango". "Popcorn", "Havah Nagilah", y "Love story", entre otros. Recorrió además casi todos los países de Latinoamérica: Colombia, Puerto Rico, Panamá, Cuba, México, Venezuela, Costa Rica, y, al norte del continente Estados Unidos. Compartió escenarios junto a consagrados artistas de la canción como Harry Belafonte, Agustín Lara, Frank Sinatra, Libertad Lamarque y Nat "King" Cole.
Damirón llegó a grabar más de sesenta discos de larga duración.

## Vida personal
Damirón estuvo casado con la argentina Adelina Leiva, con quién procreó un hijo, Frankie Simó Leiva. Estuvo radicado por años en Puerto Rico. Eventualmente regresó a su natal República Dominicana, donde falleció.

## Discografía parcial
- Piano merengue
- A bailar merengue - Damirón y Chapuseaux
- La escalerita
- Que siga la fiesta - Damirón y su piano
- Tucurucutu - Damirón su piano y su ritmo
- Merengue minuet con Damirón y su piano
- El ají caribe - Damirón y su piano
- Damirón su piano y ritmo
- Con sabor - Damirón y Chapuseaux
- Damirón les invita a bailar
- Por un maní - Damirón y Chapuseaux
- Aquellos Dias Felices
- Havah Nagilah
- Si me va a querer